# Huernia piersii
Huernia piersii ist eine Pflanzenart aus der Unterfamilie der Seidenpflanzengewächse (Asclepiadoideae). 

## Merkmale
Huernia piersii bildet stammsukkulente, aufrecht und dicht stehende Triebe, die bis etwa 5 cm hoch werden und einen Durchmesser bis 1,5 cm haben. Im Querschnitt sind sie 4-rippig. Sie sind mattgrün und unregelmäßig mit purpurfarbenen Flecken besetzt. Die Warzen sind abgespreizt und 1 bis 2 mm lang. Die Blütenkrone ist nach oben oder nach außen gerichtet, der Stiel kann bis 4 cm lang werden, meist bis 2,5 cm. Sie ist außen grünlich bis gelblich, innen cremefarben bis gelblich und hat einen Durchmesser bis etwa 3,5 cm. Im unteren Teil hat sie eine glockige Form, die oberen Teile sind flachschalenförmig, die Zipfel flach ausgebreitet. Die Kronenröhre ist an der Basis dunkelrotbraun, im höheren Teil konzentrisch rotbraun liniert (auf gelblich-cremefarbenen Untergrund), im Bereich der Zipfel rotbraun gepunktet. Die lang ausgezogenen, zugespitzten Kronenzipfel sind dreieckig und messen etwa 1 × 1 cm. Es sind meist zugespitzte, etwa 1,5 mm lange Zwischenzipfel vorhanden. Sie sind dicht mit säuligen Papillen besetzt, am Apex gelegentlich auch behaart. Die Haare sind dunkelrotbraun, steif, aufrecht stehend und am oberen Ende mehr oder weniger keulig verdickt. Die Nebenkrone hat einen Durchmesser von etwa 4,5 mm. Die dunkelroten bis fast schwarzen interstaminalen Nebenkronenzipfel sind annähernd quadratisch oder rechteckig und deutlich zweigeteilt. Die bräunlichen, zum Apex hin dunkler werdenden, staminalen Nebenkronenzipfel sind pfriemlich und berühren sich über dem Griffelkopf, dann wieder divergierend. Sie enden stumpf und sind mit feinen Warzen besetzt. Anfangs wird viel Nektar produziert, die Nebenkrone ist daher anfangs feucht. Die Pollinien sind bräunlich-gelblich.

## Geographische Verbreitung
Die Art kommt in der Republik Südafrika (Provinz Ostkap) vor. 